# Гват
Гват (ивр. גבת‎) — кибуц в региональном совете Эмек-Изреэль (Северный округ Израиля). Основан в 1926 году, население в конце 2010-х годов около 950 человек, основу экономики составляют производство водопроводных труб и базовые отрасли сельского хозяйства.

## География
Кибуц Гват расположен в Северном округе Израиля в 3 км восточнее города Мигдаль-ха-Эмек и административно относится к региональному совету Эмек-Изреэль. С севера территорию кибуца огибает шоссе 73.

## История
Кибуц был основан 28 ноября 1926 года группой репатриантов из Пинска (на тот момент в составе Польши). Члены группы приехали в подмандатную Палестину и назвали её «Группа имени мучеников Пинска» (ивр. הקבוצה על שם קדושי פינסק‎) в честь 35 евреев Пинска, убитых польской армией в 1919 году по подозрению в симпатиях к коммунистам. Имя «Гват», которое получил кибуц, восходит к названию еврейского поселения Гвата, существовавшего в эпоху Второго храма неподалёку от Сефориса. Память о Гвате сохранилась в названии арабской деревни Джабата, на землях которой ныне расположен кибуц.
В 1930-е годы члены кибуца Гват присоединились к движению «Ха-кибуц ха-меухад». В дальнейшем вследствие раскола в движении около 40 % населения Гвата присоединились к новой инициативной группе, основавшей по соседству кибуц Ифат. В 2008 году в Гвате началось строительство нового района, жители которого официально не являются членами кибуца.
В 1970—1980-е годы мужская баскетбольная команда, базировавшаяся в Гвате, играла в ведущих израильских лигах и в 1976 году завоевала Кубок Израиля как «Хапоэль» (Гват-Ягур).
В 50-е - 60-е годы в киббуце жил и работал пастухом писатель Йосл Бирштейн.

## Население
По данным Центрального статистического бюро Израиля, население на начало 2020 года составляло 933 человека.
Согласно переписи населения 2008 года, в кибуце проживали порядка 700 человек. Медианный возраст жителей составлял 37 лет, 20 % населения составляли дети и подростки в возрасте до 17 лет включительно, около 17 % — граждане пенсионного возраста (65 лет и старше). Из жителей старше 15 лет в браке состояли чуть более 50 %. В среднем на замужнюю женщину приходились 1,9 ребёнка, среднее количество людей в домохозяйстве — 2,1. В более чем 80 % домохозяйств было от 1 до 3 человек.
Почти 85 % жителей Гвата в 2008 году были уроженцами Израиля, из репатриантов более 70 % прибыли в Израиль до 1960 года. За 5 лет, предшествовавших переписи населения, в Гват переселились около 12 % жителей. Половина жителей в возрасте старше 15 лет имела более 12 лет образования, в том числе 30 % — академическую степень.

## Хозяйство
В 1966 году в кибуце Гват начала работать фабрика «Пластро» по производству пластиковых водопроводных труб и оросительного оборудования, ставшая основным компонентом хозяйства кибуца. В 2007 году фабрика была продана за 254 миллиона шекелей американской компании John Deere. В 2014 году фабрика была вновь продана, получив название «Ривлис хашкая», но продолжает обеспечивать работой членов кибуца. В кибуце также действуют птичник и коровник, выращиваются полевые культуры, действуют фирмы по производству одежды и керамики.
С конца 2003 года была изменена система хозяйствования. Если раньше кибуц представлял собой коллективное козяйство, то при новой системе введена дифферецированная оплата труда, из которой члены кибуца платят налоги в общинную кассу.
По данным переписи населения 2008 года, более 80 % жителей Гвата в возрасте старше 15 лет входили в пул трудоспособного населения Израиля. Практически все они (99 %) были трудоустроены, в подавляющем большинстве — как наёмные работники. В 87 % домохозяйств имелся персональный компьютер, в 53 % — автомобиль (в 3 % домохозяйств — два или больше). В среднем на домохозяйство приходилось 1,9 сотовых телефона, плотность проживания составляла 0,7 человека на комнату